# John Deere (industriel)
Pour les articles homonymes, voir John Deere et Deere.
John Deere (7 février 1804-17 mai 1886) est un industriel américain, fondateur de l'entreprise John Deere.

## Biographie

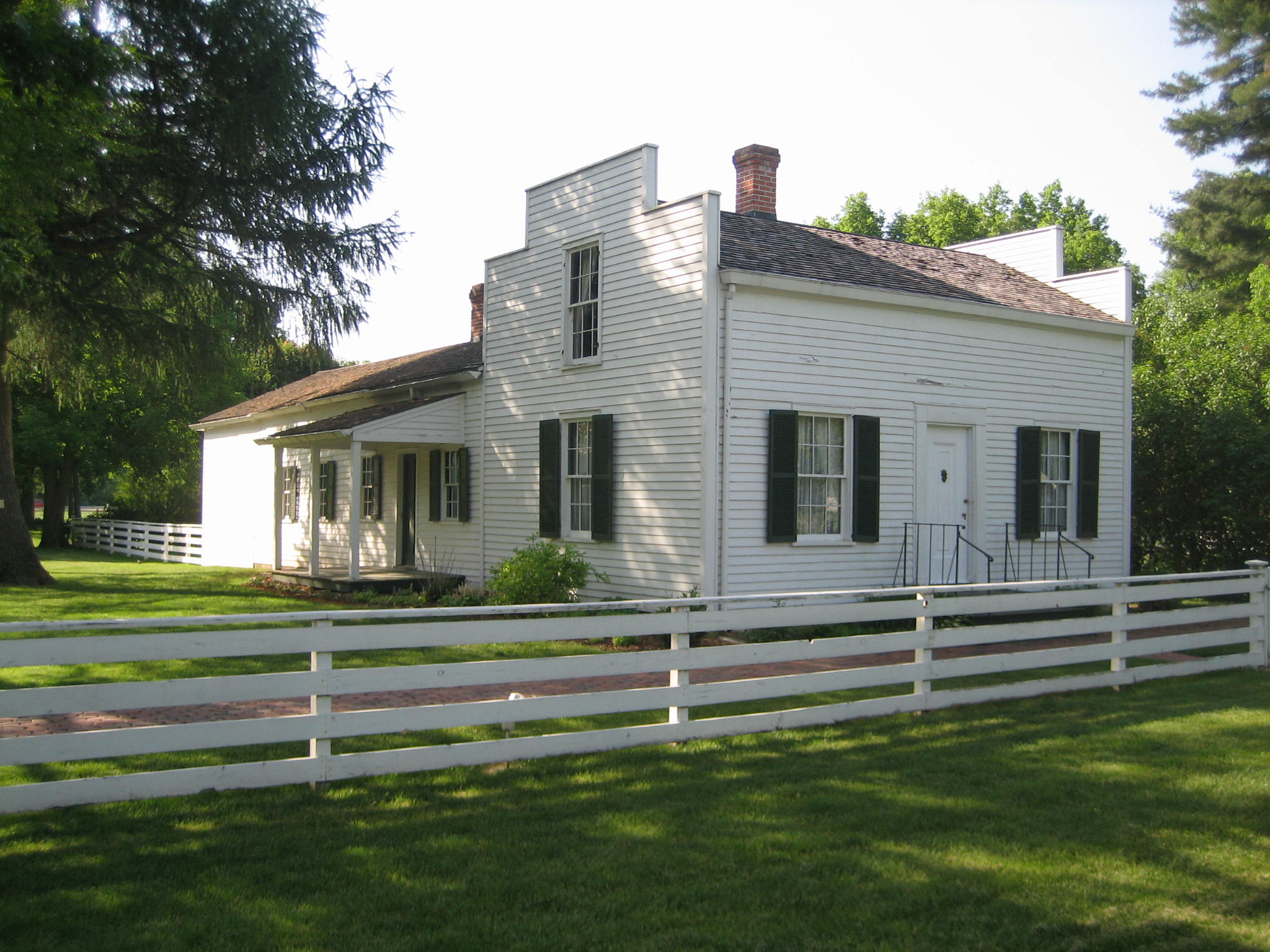
La maison de J. Deere à Grand Detour, dans l’Illinois.

John Deere est né à Rutland (Vermont, États-Unis) le 7 février 1804 et fut pendant quatre ans apprenti forgeron. Il mit au point et commercialisa la première charrue à versoir en acier coulé, un progrès technique qui favorisa les migrations vers les grandes plaines américaines à la fin du XIXe siècle et au début du XXe siècle. Dès 1843, il importe l'acier d'Angleterre et crée en 1837 une usine à Paris. John Deere a aussi été le premier ouvrier à assembler des fourches sur des tracteurs. 
Il est inhumé dans le Riverside Cemetery à Moline. 